# Blai Parera i Moret
Blai Parera i Moret, o Perera, (Múrcia, 3 de febrer del 1776 – Mataró, 7 de gener del 1840) fou un músic i compositor català, autor de la música de l'Himne Nacional Argentí.

## Biografia
Nascut a Múrcia de pares catalans, encara infant anà a viure a Mataró amb la seva família, i formà part de la Capella de Música del Col·legi de Santa Anna, dels escolapis, on estudiava.
Emigrà a Amèrica el 1793. Entre el 1802 i el 1803 fou músic a l'església de San Francisco de Montevideo. Establert a Buenos Aires el 1803, s'hi guanyà la vida donant classes (tant classes particulars com fent de professor en el Colegio de Niños Expósitos), tocant l'orgue en temples (a la Catedral i a les esglésies de San Nicolás, San Ignacio i la Merced), fent concerts com a violinista i clavicordista i component tonadillas. Fou director de l'orquestra del  Coliseo Provisional de Comedias de Buenos Aires (futur Teatro argentino) quan es fundà el 1804, i fins al 1806.
Blai Parera es casà amb una de les seves alumnes, Facunda del Rey, el 1809. Entre el 1810 i el 1813 li encarregaren que musiqués diverses poesies patriòtiques, en la cerca d'un himne per a l'Argentina, fins a la definitiva Marcha Patriótica. En el juliol de 1813, es traslladà a Rio de Janeiro per a estudiar amb el mestre Marcos Antonio Portugal; el 1815 ja tornava a ser a Buenos Aires on el 1817 hi naixeria el seu fill Juan Manuel (tingué dues filles més, Dolores i Juana).
El 1818 tornà a Europa. Sembla que arribà a Cadis a mitjans del 1818, el 1824 visqué a Madrid, i passant per Barcelona, parà finalment a Mataró el 1830, on feu d'interventor de Correus.
Parera, una població argentina del departament de Rancul a la província de la Pampa, porta el seu nom; també ho fan escoles, corals i un carrer d'un barri benestant de Buenos Aires. El 1933 els infants de les escoles catalanes sufragaren el transport d'una pedra de Montserrat a l'Argentina per bastir un monument en memòria seva.

## LaMarcha Patriótica, futurHimno Nacional Argentino
El 1813 el Triümvirat que regia el país -era el període comprès entre el 25 de maig del 1810, proclamació del govern de les Provincias Unidas de Sudamérica i el 9 de juliol del 1816, data de la Declaración de Independencia- comissionà una composició a en Parera, que amb lletra de Vicente López y Planes, rebé el títol Marcha Patriótica. El decret 10.302 del 24 d'abril del 1944 donà la forma definitiva a l'Himno Nacional Argentino, que quedà amb la lletra de López, la música d'en Parera i l'arranjament que n'havia fet el 1860 el músic argentí Juan Pedro Esnaola. Durant tres anys, amb San Martín, l'himne argentí també ho fou de la república de Xile.

## Obres
- Cántico patriótico (1812), amb lletra de Saturnino de la Rosa
- Canto a la memòria de Mariano Moreno (1812)
- Himno patriótico original a grande orquesta (1812), amb lletra de José Cayetano Rodríguez
- Marcha patriótica (1813), amb lletra de Vicente López y Planes
- El 25 de Mayo o el himno de la libertad (1812), obra lírica amb llibret de Luis Ambrosio Morante

- "Tonadillas"